# Miljan Miljanić
Miljan Miljanić (cyrylica serbska: Миљан Миљанић, ur. 4 maja 1930 w Bitoli w Królestwie Jugosławii, obecna Macedonia Północna, zm. 13 stycznia 2012 w Belgradzie) – serbski piłkarz i trener piłkarski.
Urodzony w rodzinie pochodzącej z Nikšicia, miasta w obecnej Czarnogórze, Miljanić spędził pierwsze lata swojego życia w kraju, który stanie się później Socjalistyczną Republiką Macedonii, wchodzącą w skład Socjalistycznej Federacyjnej Republiki Jugosławii.
W ciągu swojej kariery Miljanić prowadził zespoły takie jak: FK Crvena zvezda (zdobyte 10 trofeów), Real Madryt (objął stanowisko 5 lipca 1974), z którym w ciągu trzech lat dwa razy z rzędu wygrał Primera División i Puchar Króla (dublet w sezonie 1974/1975), odszedł we wrześniu 1977 r. z powodu zajęcia przez drużynę 9. miejsca w lidze (najniższe od 1948 r.), Valencia CF (współpraca trwająca trzy czwarte sezonu 1982/1983, kiedy zespół spadł na 17. miejsce w tabeli ligowej), a także zajmował się trenowaniem reprezentacji Jugosławii, której był trenerem głównym podczas Mistrzostw Świata w 1974 i 1982.
Obejmował stanowisko prezesa Jugosłowiańskiego Związku Piłki Nożnej przez dwie dekady, aż do odejścia w 2001.
13 grudnia 2005 otrzymał z rąk prezydenta Serbii i Czarnogóry Svetozara Marovicia Order Nemanjicia za zasługi w piłce nożnej dla byłej Jugosławii. Medal został wręczony w imieniu prezydenta przez prezesa FSSCG, Tomislava Karadžicia podczas ceremonii w Belgradzie.
Miljanić był mężem Olivery Reljić, z którą miał dwójkę dzieci: syna Miloša i córkę Zorkę.